# Koza-Gotówka
Koza-Gotówka – wieś w Polsce położona w województwie lubelskim, w powiecie chełmskim, w gminie Chełm.
W latach 1975–1998 miejscowość administracyjnie należała do województwa chełmskiego. Wieś stanowi sołectwo gminy Chełm. Według Narodowego Spisu Powszechnego (III 2011 r.) liczyła 208 mieszkańców i była 25. co do wielkości miejscowością gminy Chełm.
Wierni Kościoła rzymskokatolickiego należą do parafii św. Maksymiliana Kolbego w Okszowie.

## Historia
Gotówka w wieku XIX to wieś i kolonia w powiecie chełmskim, gminie Krzywiczki, parafia katolicka w Chełmie a ewangelicka w Lublinie. Szkoła elementarna była tu w II połowie  XIX wieku. Gotówka należała do dóbr Serebryszcze.
Miejscowość Koza-Gotówka (Koza zwana także była Kaza) - wydzielona została około 1861 r. z dóbr Serebryszcze. Po powstaniu styczniowym dobra zostały częściowo rozparcelowane.